# Hanuš Bor
Hanuš Bor (* 26. prosince 1950 Praha) je český divadelní a filmový herec

## Život, studium, divadelní role
Hanuš Bor se narodil 26. prosince 1950 v Praze židovským rodičům, kteří přežili nacistické pronásledování během druhé světové války. Jeho otec, původním jménem Pavel Edelstein, uprchl se svými bratry Otou a Pavlem a bratrancem Karlem z Protektorátu Čechy a Morava do Palestiny a narukoval do britské armády, kde se v československé jednotce zúčastnil bojů u Tobruku a El Alameinu. Matka Gerta Finková ze Sokolova přežila válku v terezínském ghettu. Hanuš vystudoval gymnázium v Hellichově ulici na Malé Straně. Protože od dětského věku účinkoval v řadě filmů a divadelních představení, podal přihlášku na Divadelní fakultu Akademie múzických umění. Zde od roku 1969 studoval u Václava Vosky, Vlasty Fabiánové a Františka Salzera. Po studiích dostal angažmá v Divadle F. X. Šaldy v Liberci, kde zůstal do roku 1990. Zde hrál např. v inscenacích Amadeus, Jak se vám líbí, Peer Gynt, Proces, Salome. Dále pak působil v plzeňském divadle Alfa, Divadle Labyrint a po jeho zrušení nastoupil do Divadla Na Fidlovačce. Hostoval v pražských i mimopražských divadlech, v Činoherním klubu, Dejvickém divadle, v Národním divadle, v Západočeském divadle v Chebu a v rámci Letních shakespearovských slavností na Pražském hradě. Od roku 2007 je členem hereckého souboru Divadla ABC v rámci Městských divadel pražských. Několik let působil jako pedagog na DAMU a na Mezinárodní konzervatoři Praha. Píše a překládá písňové texty k divadelním inscenacím, zpívá a hraje na klavír. Spolupracuje s rozhlasem a natáčí zvukové knihy.
Je ženatý. První ženou byla herečka Milena Šajdková, druhou ženou je Jolana Součková. Má dvě dcery.

### Role ve filmech a seriálech
Už v předškolním věku zahájil svoji dlouholetou filmovou hereckou kariéru. Ve smíchovské mateřské školce ho objevil asistent režie připravovaného filmu Hynka Brynycha Žižkovská romance. Natáčení začalo v roce 1956, ale končilo až roku 1958, kdy byl malý Hanuš v první třídě. Od té doby účinkoval v řadě českých filmů, např. Pět z milionu, Valčík pro milion, Klaun Ferdinand a raketa, Einstein kontra Babinský, Ukradená vzducholoď, Na kometě, Hodinky bez vodotrysku, Fany, Hanele, Teorie tygra, Devátý den, Štěstí, Václav. Role dostával i v seriálech, např. Ulice, Vyprávěj, Rapl, Kriminálka Anděl, Četnické humoresky, České století, Labyrint, Doktor Martin, Marie Terezie, Polda, Volha, Docent, Černí andělé, Zahradníkův rok.